# Nicolás Bossicovich
Nicolás Carlos Bossicovich (Rosario, 27 giugno 1969) è un ex rugbista a 15 e allenatore di rugby a 15 argentino.

## Biografia
Cresciuto nel Gimnastica y Esgrima Rosario, nel quale militò per tutta la sua carriera di club, si laureò in architettura.
Disputò due incontri in Nazionale argentina, nel 1995, nel corso del Panamericano di quell'anno, e fu convocato per la Coppa del Mondo di rugby 1995 in Sudafrica, anche se non scese mai in campo durante la competizione.
Nel 1997 subì una squalifica di 18 mesi a causa di alcuni incidenti in campo durante il derby contro lo Jockey Club Rosario.
Divenuto allenatore allenò dapprima la squadra di club in cui aveva militato, il Gimnasia y Esgrima Rosario, per poi passare, nel 2003, ad allenare la selezione dell'Unión de Rugby de Rosario che partecipa al Campeonato Argentino; nel 2005 si dimise dall'incarico per motivi professionali, salvo poi collaborare con lo staff tecnico nel 2008.
Di professione Bossicovich è dirigente aziendale, presso la compagnia di climatizzazione Bunker, nella quale svolge l'incarico di direttore commerciale.